# 複素共役

複素数 z の複素共役 '̅'̅z̅'̅'̅ を取る操作は、複素数平面では実軸対称変換に当たる。

数学において、複素共役（複素共軛、ふくそきょうやく、英: complex conjugate）とは、複素数の虚部を反数にした複素数をとる操作（写像）のことである。複素数 z の共役複素数を記号で z で表す
複素数 z = a + bi（a, b は実数、i は虚数単位）の共役複素数 z は
{\displaystyle {\overline {z}}=a-b\,i}
である。極形式表示した複素数 z = r(cos θ + i sin θ)（r ≥ 0, θ は実数）の共役複素数 z は、偏角を反数にした複素数である：
{\displaystyle {\overline {z}}=r\{\cos(-\theta )+i\sin(-\theta )\}}
複素数の共役をとる複素関数 ・ : C → C ; z ↦ z は環同型である。すなわち次が成り立つ。
- z + w = z + w
- zw = z w

複素共役は実数を変えない：
- z が実数 ⇔ z = z

逆に、C 上の環準同型写像で、実数を変えないものは、恒等写像か複素共役変換に限られる。
複素共役変換は、C の全ての点で複素微分不可能である。
複素共役変換を R 上の線型変換と見ると、その表現行列は
{\displaystyle {\begin{bmatrix}1&0\\0&-1\end{bmatrix}}}
代数方程式について、
「実係数多項式 P(x) が虚数根 α をもつならば、α の共役複素数 α も P(x) の虚数根である」
すなわち
実係数多項式 P(x) について、P(α) = 0 ⇔ P(α) = 0
が成り立つ（1746年、ダランベール）。このことは、複素共役変換は環準同型であることから容易に示せる。

## 定義と特徴づけ
複素数 z = a + bi（a, b は実数、i は虚数単位）の複素共役とは、
{\displaystyle {\overline {z}}=a-b\,i}
を取る操作のことである。この写像を複素共役変換という。
複素共役変換は環同型写像である。すなわち、複素共役変換 ・ : C → C ; z ↦ z に対して、次が成り立つ。
- ・ は全単射
- z + w = z + w
- zw = z w

さらに、複素共役は実数を保つ：
- z が実数 ⇔ z = z

逆に、C 上の環準同型写像で、実数を変えないものは、恒等写像か複素共役変換に限られる。
（証明）
σ : C → C は環準同型写像で、
実数 r に対して σ(r) = r
を満たすとする。
(σ(i))2 = σ(i2) = σ(−1) = −1
(σ(i) + i)(σ(i) − i) = 0
∴  σ(i) = ±i
ゆえに、複素数 z = x + yi（x, y は実数）に対して、
σ(z) = σ(x + yi) = σ(x) + σ(y)σ(i) = x + y σ(i) = x ± yi
σ(x + yi) = x + yi のとき、σ は恒等写像。
σ(x + yi) = x − yi のとき、σ は複素共役変換である。（証明終）

## 性質

### 計算法則
z, w を複素数とする。以下の性質が成り立つ。
- {\displaystyle z} が実数 ⇔ {\displaystyle {\overline {z}}=z}
  - {\displaystyle z} が純虚数 ⇔ {\displaystyle {\overline {z}}=-z\neq 0}
- {\displaystyle {\overline {z+w}}={\overline {z}}+{\overline {w}}}
  - {\displaystyle {\overline {z-w}}={\overline {z}}-{\overline {w}}}
- {\displaystyle {\overline {zw}}={\overline {z}}\cdot {\overline {w}}}
  - {\displaystyle {\overline {\left({\frac {z}{w}}\right)}}={\frac {\overline {z}}{\overline {w}}}\ (w\neq 0)}
  - {\displaystyle {\overline {z^{n}}}=({\overline {z}})^{n}}（n は整数）

上記の3つの性質は、複素共役を特徴付けるため、重要である。
- {\displaystyle {\overline {\overline {z}}}=z}（対合）
- {\displaystyle |z|=|{\overline {z}}|}
- {\displaystyle z{\overline {z}}=|z|^{2}}
- {\displaystyle z+{\overline {z}}=2\,\operatorname {Re} z}
- {\displaystyle z-{\overline {z}}=2i\,\operatorname {Im} z}
- {\displaystyle {\frac {1}{z}}={\frac {\overline {z}}{|z|^{2}}}\ (z\neq 0)}
  - 逆数は、絶対値と共役で表せる。

### 複素数の種々の値
複素共役を用いると、複素数の実部・虚部、絶対値・偏角を表すことができる。
- {\displaystyle \operatorname {Re} z={\frac {z+{\overline {z}}}{2}}}
- {\displaystyle \operatorname {Im} z={\frac {z-{\overline {z}}}{2i}}}
- {\displaystyle \left|z\right|={\sqrt {z{\overline {z}}}}}
- {\displaystyle e^{i\arg z}={\sqrt {\frac {z}{\overline {z}}}}}

### 代数方程式
実係数多項式 f(x) が虚数根 α をもつならば、α の共役複素数 α も f(x) の根である。すなわち、実数係数多項式 f(x) について
{\displaystyle f(\alpha )=0\iff f({\overline {\alpha }})=0}
が成り立つ（1746年、ダランベール）。このことは複素共役が環準同型であることから分かる。

### 複素解析
複素共役変換 ・ : C → C ; z ↦ z は、C の全ての点で複素微分不可能である。
実軸の開集合上で実数値をとる実解析的関数について、その解析接続は、共役複素数に対して共役複素数を与える。たとえば複素解析において
{\displaystyle \exp({\overline {z}})={\overline {\exp(z)}}}
{\displaystyle \log({\overline {z}})={\overline {\log(z)}}}（ただし実軸のある領域上で実数値をとる分枝の、複素共役について対称的な領域への拡張について）
が成り立つ。

### 複素数空間
複素線形空間 Cn の標準内積 <・|・> : Cn × Cn → R≥0
は次の式で定義される：
{\displaystyle {\boldsymbol {x}}=(x_{1},\cdots ,x_{n}),{\boldsymbol {y}}=(y_{1},\cdots ,y_{n})\in \mathbb {C} ^{n}} に対して、
{\displaystyle \langle {\boldsymbol {x}},{\boldsymbol {y}}\rangle :=\textstyle \sum \limits _{i=1}^{n}x_{i}{\overline {y_{i}}}}